# Ononis mitissima
Ononis mitissima — вид рослин родини бобові (Fabaceae).

## Опис
Однорічна трав'яниста рослина, до 60 см, прямовисна або сланка. Трійчасте листя або просте. Листочки 2–20 × 2–12 мм, еліптичні, довгасто-яйцеподібні або зворотно-яйцюваті, зубчасті. Колосоподібні кластери, дуже щільні. Віночок 9–12 мм, рожевий. Плоди 5–7 мм, яйцюваті, з 2–3 насінням. Насіння 1,5–2 мм, ниркоподібне, коричневе. 2n = 30. Квітне з травня по липень.

## Поширення
Поширення: Північна Африка: Алжир; Єгипет; Марокко; Туніс. Західна Азія: Кіпр; Ірак; Ізраїль; Ліван; Туреччина. Південна Європа: Колишня Югославія; Греція [вкл. Крит]; Італія [вкл. Сардинія, Сицилія]; Франція [вкл. Корсика]; Португалія [вкл. Мадейра]; Гібралтар; Іспанія [вкл. Балеарські острови, Канарські острови]. 
Населяє прибережжя і канави, поля, деградовані чагарники і т. д., 0–2000 метрів.